# Mokošica
Mokošica är en ort i Kroatien.   Den ligger i staden Grad Dubrovnik och länet Dubrovnik-Neretvas län, i den sydöstra delen av landet, 400 km söder om huvudstaden Zagreb. Mokošica ligger 16 meter över havet och antalet invånare är 1 494.
Terrängen runt Mokošica är huvudsakligen kuperad, men åt sydväst är den platt. Havet är nära Mokošica åt sydväst. Runt Mokošica är det ganska tätbefolkat, med 222 invånare per kvadratkilometer. Närmaste större samhälle är Dubrovnik, 3,1 km söder om Mokošica. Trakten runt Mokošica består i huvudsak av gräsmarker.